# Howhannes Goharian
Howhannes Goharian (arm. Հովհաննես Գոհարյան; ur. 18 marca 1988 w Erywaniu) – ormiański piłkarz, grający na pozycji napastnika, reprezentant Armenii.
Obecnie gra w zespole BATE Borysów. Wcześniej występował w Lokomotiwie Moskwa, lecz nie zdołał przebić się do pierwszego składu.